# اثر هوش مصنوعی
اثر هوش مصنوعی زمانی اتفاق می‌افتد که تماشاگران با استدلال بر اینکه این یک هوش واقعی نیست، رفتار یک برنامه هوش مصنوعی را کاهش می‌دهند.
نویسنده پاملا مک کورداک می‌نویسد: "این بخشی از تاریخچه زمینه هوش مصنوعی است که هر بار کسی می‌فهمد چگونه یک کامپیوتر را وادار به انجام کاری می‌کند - چک کننده‌های خوب را بازی می‌کند، مشکلات ساده اما نسبتاً غیر رسمی را حل می‌کند - گروه منتقدانی وجود دارد که می‌گویند، "این فکر نیست". ردنی بروکس ، محقق AIS شکایت می‌کند: "هر وقت ما قطعه ای از آن را می‌فهمیم، جادویی بودن متوقف می‌شود؛ ما می‌گوییم ،" اوه، این فقط یک محاسبه است. "

## «اثر هوش مصنوعی» سعی دارد تا تعریف مجدد هوش مصنوعی را به این معنی بدست آورد: هوش مصنوعی هر چیزی است که هنوز انجام نشده‌است.
دیدگاه برخی از افراد که سعی در انتشار اثر AI دارند، این است: به محض اینکه هوش مصنوعی با موفقیت مشکلی را حل کند، دیگر مشکل بخشی از هوش مصنوعی نیست.
پاملا مک کورداک آن را " پارادوکس عجیب" می‌نامد که "موفقیت‌های عملی هوش مصنوعی، برنامه‌های محاسباتی که واقعاً به یک رفتار هوشمندانه دست یافته‌اند، به زودی به هر حوزه کاربردی که برای آنها مفید شناخته شود، جذب می‌شوند و در کنار سایر رویکردهای حل مسئله، شریک سکوت می‌شوند، محققان هوش مصنوعی را تنها برای مقابله با "ناکامی ها"، مهره‌های سختی که هنوز قابل شکستن نیستند. "

هنگامی که شطرنج IBM با بازی کامپیوتر Deep Blue موفق شد گری کاسپاروف را در سال ۱۹۹۷ شکست دهد، مردم شکایت داشتند که فقط از «روش‌های بروت فورس» استفاده کرده‌است و این هوش واقعی نیست. فرد رید می‌نویسد:
"مشکلی که طرفداران هوش مصنوعی مرتباً با آن روبرو هستند این است: وقتی بدانیم که یک ماشین چگونه کاری" هوشمندانه "انجام می‌دهد، دیگر به عنوان هوشمند تلقی نمی‌شود. اگر قهرمان شطرنج جهان را شکست دهم، بسیار درخشان به نظر می‌رسم. "
داگلاس هافستادتر با استناد به قضیه لری تسلر ، اثر AI را به‌طور خلاصه بیان می‌کند:
«هوش مصنوعی همان چیزی است که هنوز انجام نشده‌است.» 
وقتی مشکلات هنوز رسمیت پیدا نکرده‌اند، هنوز هم می‌توان آنها را با یک مدل محاسبه که شامل محاسبات انسانی است، مشخص کرد. بار محاسباتی یک مسئله بین رایانه و انسان تقسیم می‌شود: یک قسمت توسط رایانه و قسمت دیگر توسط انسان حل می‌شود. از این رسمیت به عنوان ماشین تورینگ با کمک انسان یاد می‌شود.

## برنامه‌های هوش مصنوعی به جریان اصلی تبدیل می‌شوند
نرم‌افزار و الگوریتم‌های توسعه یافته توسط محققان هوش مصنوعی اکنون در بسیاری از برنامه‌های کاربردی در سراسر جهان ادغام شده‌اند، بدون اینکه واقعاً هوش مصنوعی نامیده شوند.
مایکل سوین گزارش می‌دهد: «پیشرفت‌های هوش مصنوعی این روزها خیلی با عنوان هوش مصنوعی شیپور نمی‌شوند، اما اغلب به عنوان پیشرفت در زمینه‌های دیگر دیده می‌شوند». پاتریک وینستون می‌گوید: «هوش مصنوعی اهمیت بیشتری پیدا کرده به دلیل اینکه کمتر به چشم می‌آید». «این روزها یافتن یک سیستم بزرگ سخت است که تا حدی به دلیل ایده‌هایی که در دنیای هوش مصنوعی توسعه یافته یا بالغ شده‌اند کار نکند.»
به گفته استاتلر هنکه، "با وجود استفاده گسترده از تکنیک‌های هوش مصنوعی در نرم افزار، بسیاری از مزایای عملی برنامه‌های هوش مصنوعی و حتی وجود هوش مصنوعی در بسیاری از محصولات نرم افزاری تا حد زیادی مورد توجه افراد واقع نمی‌شود. این اثر AI است. بسیاری از افراد بازاریاب حتی وقتی محصولات شرکتشان به برخی از تکنیک‌های هوش مصنوعی متکی هستند، از اصطلاح "هوش مصنوعی" استفاده نمی‌کنند. چرا که نه؟ "
ماروین مینسکی می‌نویسد: "این تناقض ناشی از این واقعیت است که هر زمان که یک پروژه تحقیقاتی هوش مصنوعی کشف جدید مفیدی می‌کرد، آن محصول معمولاً به سرعت از بین می‌رفت و یک تخصص علمی یا تجاری جدید با نام متمایز خود تشکیل می‌داد. این تغییرات در نام باعث سوالات خارجی شد که، چرا پیشرفت کمی درزمینه مرکزی از هوش مصنوعی مشاهده کنیم؟ "
نیک بستروم مشاهده می‌کند که «بسیاری از هوش مصنوعی پیشرفته در برنامه‌های عمومی فیلتر شده‌است، اغلب بدون اینکه AI نامیده شود، زیرا هرگاه چیزی به اندازه کافی مفید و معمول شود، دیگر برچسب هوش مصنوعی ندارد.»

## میراث زمستان هوش مصنوعی
بسیاری از محققان هوش مصنوعی دریافتند که اگر از نام لکه دار "هوش مصنوعی" پرهیز کنند و در عوض وانمود کنند که کار آنها هیچ ارتباطی به هوش ندارد، می‌توانند بودجه بیشتری تهیه کنند و نرم‌افزار بیشتری بفروشند. این امر به ویژه در اوایل دهه ۱۹۹۰، در دومین " زمستان هوش مصنوعی " صدق می‌کرد.
پتی تاسکارلا می‌نویسد: «برخی معتقدند که کلمه» رباتیک «در واقع ننگی به همراه دارد که به شانس شرکت در تأمین بودجه آسیب می‌رساند»

## ذخیره مکانی برای بشریت در راس زنجیره وجود
مایکل کرنز پیشنهاد می‌کند که «مردم ناخودآگاه در تلاشند نقش خاصی را در جهان حفظ کنند». با تخفیف در هوش مصنوعی، مردم می‌توانند احساس منحصر به فرد و خاصی داشته باشند. Kearns استدلال می‌کند که تغییر در درک معروف به اثر AI را می‌توان در رمز و راز حذف شده از سیستم جستجو کرد. اینکه بتوانید علت وقایع را ردیابی کنید، به این معنی است که نوعی اتوماسیون است تا هوش.
یک اثر مرتبط در تاریخ شناخت حیوانات و در مطالعات هوشیاری مشاهده شده است، جایی که هر بار که در حیوانات یک ظرفیت قبلاً منحصراً انسانی تصور می‌شد (به عنوان مثال توانایی ساختن ابزار یا گذراندن آزمون آینه)، اهمیت کلی از این ظرفیت منسوخ شده‌است.
هربرت آ. سیمون، وقتی در مورد عدم پوشش خبری مطبوعاتی AI در آن زمان سوال شد، گفت: "چیزی که هوش مصنوعی را متفاوت کرد این بود که ایده واقعی آن باعث ایجاد ترس و خصومت واقعی در برخی از سینه‌های انسان می‌شود؛ بنابراین واکنش‌های عاطفی بسیار شدیدی دریافت می‌کنید. اما اشکالی ندارد ما با آن زندگی خواهیم کرد. "